# Amstetten
För andra betydelser, se Amstetten (olika betydelser).
Amstetten är en stad och kommun i Niederösterreich, Österrike, belägen i den historiska regionen Mostviertel. Kommunen har 23 899 invånare (2024).
Amstetten är huvudort i distriktet med samma namn.

## Historia
Det finns spår av mänskliga bosättningar från stenåldern och bronsåldern i området, och det första skriftliga belägget för en ort i området gäller Ulmerfeld år 995. Första gången Amstetten omnämns är daterat till 1111. År 1858 anslöts staden till det österrikisk-ungerska järnvägsnätet.
I april 2008 blev staden uppmärksammad i samband med Fritzlfallet.
24 maj 2011 upphävde stadsfullmäktige i Amstetten Adolf Hitlers hedersmedborgarskap i staden.

## Orter
Kommunen består av sex orter (Ortschaften) (inom parentes invånarantal 1 januari 2024):

- Amstetten (15 678)
- Greinsfurth (1 212)
- Hausmening (1 957)
- Mauer bei Amstetten (2 328)
- Neufurth (1 808)
- Ulmerfeld (916)